# Der erste Tod

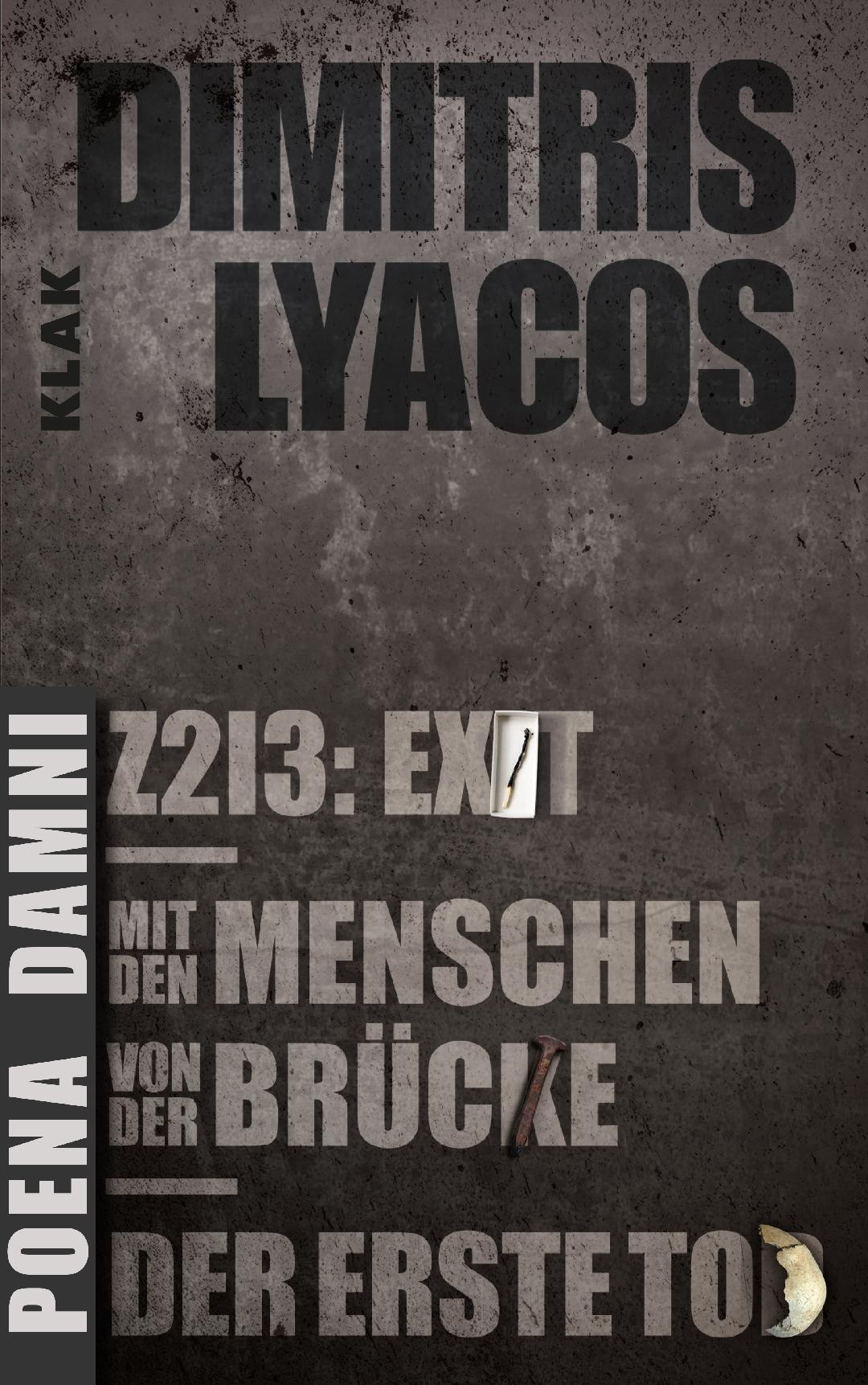
POENA DAMNI TRILOGIE - DEUTSCHE AUSGABE

Der erste Tod (griechisch: Ο Πρώτος Θάνατος; englisch: The First Death) von Dimitris Lyacos ist der letzte Teil der Poena-Damni-Trilogie. Das Buch erzählt die Geschichte eines Mannes, der sich auf einer einsamen Insel befindet, in einer Reihe von vierzehn Gedichtabschnitten und erzählt von seinem unerbittlichen Überlebenskampf sowie seiner körperlichen und geistigen Auflösung. Das Werk spielt gleichzeitig auf ein modernes Philoktetes, eine umgekehrte Version von Robinson Crusoe sowie den Mythos der Zerstückelung von Dionysos an. Die dichten und alptraumhaften Bilder des Gedichts, gefüllt mit Empfindungen von Halluzination, Delirium, Synästhesie und Fäulnis, haben Vergleiche mit Lautreamont, Trakl und Beckett gezogen.  Obwohl das Werk der erste Teil der Veröffentlichungsgeschichte der Poena Damni-Trilogie ist, ist es der letzte Teil der Erzählsequenz.

## Titel
Der Titel des Buches bezieht sich auf den Widerspruch zwischen erstem und zweitem Tod in der Apokalypse von Johannes dem Göttlichen, der erste Tod bezieht sich auf das natürliche Ende des Lebens (Tod des Körpers) im Gegensatz zum zweiten Tod (Vernichtung, Tod der Seele). Insofern der erste Tod nicht ein Tod geistiger Art ist, wird er nicht als "wirklicher Tod" bzw. Vernichtung, betrachtet. In einem solchen spirituellen Sinn existiert der Protagonist des Buches in einer "höllischen" Existenz, die vermutlich auf das Auftreten einer zukünftigen Erlösung oder endgültigen Auslöschung wartet.

## Synopsis
Das Werk erzählt die Tortur eines namenlosen Protagonisten, der auf einer wüstenähnlichen Insel gestrandet ist. Das Buch beginnt mit einer Beschreibung seines verstümmelten Körpers, der gegen die Felsen schleift. Das Gedicht geht auf das Thema seiner andauernden Erniedrigung ein, körperlich und geistig, da sogar die Mechanismen des Gedächtnisses disloziert werden. Die Verbindung zwischen Mensch und Körper sorgt jedoch dafür, dass das Leben bestehen bleibt, und "an diesem Punkt ohne Substanz / wo die Welt zusammenstößt und abhebt", dröhnen die mechanischen Instinkte des Kosmos in Aktion.

## Themen

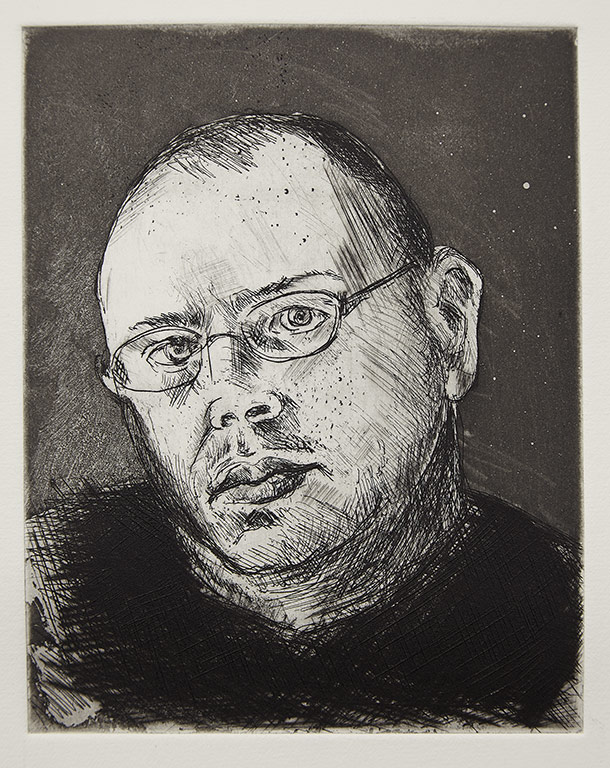
Dimitris Lyacos von Walter Melcher

Der erste Tod erzählt das Ergebnis der Vernichtung des Protagonisten. Sein Körper und sein Geist stehen kurz vor der Auflösung, während sie um Bestand und Überleben kämpfen. Als Opfer der Natur dargestellt und vermutlich von der Gesellschaft vertrieben, wird er sowohl als Ausscheidender als auch als Abtreibung dargestellt und stirbt, bevor er überhaupt geboren wurde. Das Werk beschreibt seine fegefeuerische Folter, indem er eine Wüste und eine Felseninsel als Ort seines Leidens bezeichnet. Sein Ausschluss und seine Einsamkeit spielen auf die griechische Tragödie, vor allem Philoctetes, an, während Bilder der Verstümmelung und Zerstückelung mit den alten griechischen Opfern und Ritualen zusammenhängen. Der Mythos der Zersplitterung von Dionysos durch die Titanen wird auch angedeutet, und gleichzeitig der Text auf das Konzept des Sparagmos zurückgreift (Antike Griechisch: σπαραγμός, from σπαράσσω sparasso, "reißen, zerreißen, in Stücke ziehen"). Andere schräge klassische Bezüge sind gleichermaßen in den Text eingebettet, wie etwa das Vorhandensein von Orpheus, wie dies auch in Bildern der Zerstückelung nahegelegt wird. In seiner Rolle als Epilog der Poena Damni-Trilogie zeugt das Gedicht auch von der bevorstehenden Gewalt des ersten Bandes, Z213: Exit.

## Stil
Das ursprüngliche Griechisch verwendet eine unkonventionelle, moderne Ausdrucksweise, die eine Vielzahl von altgriechischen Wörtern aufnimmt und sie in den Textfluss integriert. Im Gegensatz zu dem vorherigen Buch der Trilogie, Mit den Menschen von der Brücke, das überwiegend bloße, einfache Sätze in einem theatralischen Kontext verwendet, ist Der erste Tod in einem dichten, hochtropischen Stil geschrieben. Jeder Gedichtabschnitt enthüllt eine vielschichtige Verkettung von Bildern, um die unermüdliche Qual der Protagonisten des Buches zu veranschaulichen. Häufig verleiht die Gewichtigkeit der surrealen Abstraktion dem Werk eine metaphysische Atmosphäre, wodurch die von dem Protagonisten erlebte Tortur von sublimer Qualität ist, da er trotz der ganzen Welt setzt er seinen Kampf bis an die Grenzen seiner Kräfte. Das Buch bringt Aspekte der homerischen Klarheit der Beschreibung zum Ausdruck, die wiederum mit heftigen und expressionistischen Darstellungen einer alptraumhaften Umgebung gekoppelt sind. Der erste Tod wird in seinen disparaten literarischen Traditionen, um den Zusammenstoß des menschlichen Subjekts inmitten einer feindlichen Welt intensiv darzustellen, als eines der gewalttätigsten Werke der griechischen Literatur in der Neuzeit angesehen.

## Publikationshistorie
Das Buch wurde ursprünglich auf Griechisch im Jahr 1996 veröffentlicht und auf Englisch, Deutsch, Spanisch und Italienisch übersetzt. Die erste englische Ausgabe erschien im Jahr 2000 und war 2005 vergriffen. Eine zweite überarbeitete englische Ausgabe wurde im Frühjahr 2017 als E-Book veröffentlicht und erschien im Herbst desselben Jahres (ISBN 9781910323878). Die neue Ausgabe enthält erweiterte Anmerkungen des Übersetzers, in denen die antiken griechischen Bezüge des ursprünglichen griechischen Textes erläutert werden. Das Buch wurde 2008 vom Verlagshaus Berlin in deutscher Sprache veröffentlicht (Übersetzung von Nina-Maria Wanek), (ISBN 978-3940249272), gefolgt von einer zweiten Ausgabe im Jahr 2014 (ISBN 978-3940249852). Die endgültige vollständige Trilogie-Ausgabe erschien im April 2020 im Klak Verlag (Übersetzung von Nina-Maria Wanek) (ISBN 978-3-948156-33-6).